# Metagonia serena
Metagonia serena is een spinnensoort uit de familie trilspinnen (Pholcidae). De soort komt voor in Mexico.